# هرماس (فیلم)
هُرماس با نام قبلی شبانه های ورونیکا فیلمی ایرانی به نویسندگی و کارگردانی مهدی صاحبی محصول سال ۱۳۹۹ است.
این فیلم نخستین بار متقاضی شرکت در جشنواره فیلم فجر ۱۳۹۹ شد ولی به بخش مسابقه سودای سیمرغ جشنواره راه نیافت و در نهایت از ۱ مهر ۱۴۰۰ از سرویس استریمینگ فیلیمو و نماوا به اکران آنلاین پیوست.

## خلاصه داستان
هرماس داستان دختر خبرنگاری را روایت می کند که در ایران، عراق و فرانسه قصد دارد صدای مردم باشد اما ...

## بازیگران
| بازیگران         | نقش             |
| ---------------- | --------------- |
| برزو ارجمند      | رامان           |
| شیدا خلیق        | شیدا (ورونیکا)  |
| علی‌رام نورایی    | سامان           |
| فریبا کوثری      | مهشید           |
| مریم بوبانی      | زیبا            |
| شبنم قلی خانی    | مهناز           |
| بیاینا محمودی    | سحر محمودی      |
| بهنوش بختیاری    | بهنوش           |
| امیر کسارنژاد    | مرد همسایه      |
| مهسا ایرانیان    | مرضیه           |
| علی باقری        | پدر شیدا        |
| روژینا امینایی   | گزارشگر‌ فرانسوی |
| رها برخورداریان  | ترلان           |
| رضا رویگری       | مراد            |
| هیلا کردبچه      | پریناز          |
| محمد مبین موسی‌لو | بازیگر کودک     |